# ستيبان فرانيش
ستيبان فرانيش هو لاعب كرة قدم كرواتي في مركز الدفاع، ولد في 28 أغسطس 1971 في جمهورية يوغوسلافيا الاشتراكية الاتحادية. لعب مع مكابي نتانيا ونادي أوسييك.